# 沖縄ミュージックジャーニー
『沖縄ミュージックジャーニー』（おきなわ- ）は、NHK沖縄放送局が2010年10月からの2年間は金曜週1回、その後月1回（2021年度までは原則第1金曜、2022年度以降は原則第1木曜）、FM放送で県内向けに放送している音楽番組である。

## 概要
NHK沖縄FMでは、長く伝統的な民謡を扱った番組として『うちなぁジョッキー』を放送してきた。しかし、DJを務めていた牧港襄一が高齢となったこと、『うちなーであそぼ』スタートにより予算不足になる恐れがあったことなどから、定時番組としての放送は2009年度を以って終了した。
しかし、その2009年度にテレビで始めた「ちゅらうたプロジェクト」が好評であったこと、福岡局の『トンコツプロジェクト』が地域の若者音楽文化発展に一定の寄与をしていたことから、「本土とは異なる音楽文化を持つ沖縄に根差した音楽番組を再び定番化すべきだ」という意見が県民からNHKに寄せられるようになっていた。
その中の一人であった幸田悟が企画・構成を手がけ、ジャンル・時代を問わず、ありとあらゆる沖縄の音楽を扱い、沖縄の音楽文化発展に資することを目的に、2010年10月8日に放送を開始した。『うちなぁジョッキー』と異なり毎週の放送で、毎回沖縄の音楽に関係する様々なゲストを招いて進行していく。沖縄の民謡についても様々なジャンルの一つとして扱った。
幸田は当初から放送期間を2年間に設定し、当時の公式サイトで「2年間で沖縄の音楽史を一通り巡る」という趣旨のコメントを載せていた。このため、2012年9月を以って“予定通り”に番組は終了となった。ただ、NHKのリストラにより、『うちなぁジョッキー』の定時放送再開は無い。
その後、月1回ながら番組の放送が再開。毎月原則第1週に同じ18:00 - 18:50で放送されている。また、「NHKネットラジオ らじる★らじる」では、放送終了後1週間の聴き逃し配信が行われており、沖縄エリア外でも聴き逃し配信による番組の聴取が可能となっている。

## 放送日時
週1回放送期（最終回を除く）
2010年10月8日 - 2012年9月28日、毎週金曜 18:00 - 18:50
最終回
2012年9月29日 19:20 - 21:00
月1回化後
- 2021年度・毎月第1金曜（原則） 18:00 - 18:50
2022年度 - ・毎月第1木曜（原則） 18:00 - 18:50
再放送　放送された週の日曜（-2022年度まで）→土曜（2023年度）11:00-11:50
※この枠は全国的には『日本の民謡→吉木りさのタミウタ→駒井蓮のニポミン!』といった日本民謡が伝統的に放送されている時間帯に当たるが、当番組の再放送が実施される場合は、2018年度までであれば月曜早朝5:00-5:50の再放送を初回放送扱いとして放送していたが、2019年度以後は再放送が廃止となったため、ネット返上扱いとなった。（この場合、らじるらじるでのリアルタイム放送（全国主要8都市）か、聞き逃し配信、またはradikoでの東京からのFM放送の同時配信を利用する）。
2023年度からは民謡番組が金曜11時25分からの枠に変更されたことなどから再放送は土曜日の11時からとなり、当該枠の望海風斗のサウンドイマジン（再放送）が休止対象となる。（生放送は日曜21時から21時50分。再放送日はネット返上扱いとなるが、らじるらじるでのリアルタイム放送か、聞き逃し配信、またはradikoでの東京からのFM放送の同時配信を利用する）。

## 出演
- 週1回放送時代

ナビゲーター・企画・構成
- 幸田悟（ブログサイト「沖縄LOVElog」編集長）

アシスタント（交替で出演）
- Chigusa（山内千草）
- Mizuki（上原瑞月）
- Saki（大城さき）
- Kei（渡嘉敷圭）

月1回化後
- 幸田悟
- 真栄城美鈴（2019年5月 - [3])
- 田仲メリアン（ - 2019年5月）※5月はアシスタントの引継ぎのため両人が出演